# Dagur Sigurðsson
Dagur Sigurðsson (Reykjavik, 3 de abril de 1973) es un entrenador de balonmano islandés y exjugador del mismo deporte. Su último equipo como profesional fue el A1 Bregenz austriaco y fue un componente de la Selección de balonmano de Islandia.
Con su selección disputó los Juegos Olímpicos de Atenas 2004. A lo largo de su carrera con la Selección de balonmano de Islandia jugó 215 partidos y marcó 397 goles.
Después de su retirada se convirtió en entrenador de balonmano. Como entrenador de la Selección de balonmano de Alemania logró la medalla de oro en el Campeonato Europeo de Balonmano Masculino de 2016 y la medalla de bronce en los Juegos Olímpicos de Río de Janeiro 2016.
Dejó la selección alemana en 2017, tras el Campeonato Mundial de Balonmano Masculino de 2017, en donde los alemanes cayeron derrotados en octavos de final por la Selección de balonmano de Catar.

## Palmarés

### Bregenz
- Liga de Austria de balonmano (4): 2004, 2005, 2006, 2007
- Copa de Austria de balonmano (1): 2006

## Clubes

### Como jugador
- Valur ( -1996)
- LTV Wuppertal (1996-2000)
- Wakunaga Hiroshima (2000-2003)
- A1 Bregenz (2003-2007)

### Como entrenador
- Selección de balonmano de Austria (2008-2010)
- Füchse Berlin (2009-2014)
- Selección de balonmano de Alemania (2014-2017)
- Selección de balonmano de Japón (2017- )[2]